# Guizhouichthyosaurus
Guizhouichthyosaurus is een geslacht van uitgestorven ichthyosauriërs dat vooral bekend is van de Xiaowa-formatie van het Vroeg-Carnien van het Laat-Trias in het zuidwesten van China. De typesoort van dit geslacht is Guizhouichthyosaurus tangae, waarvan meerdere skeletten bekend zijn. Het is in het verleden toegewezen als een soort van het geslacht Shastasaurus, hoewel het sindsdien als verschillend wordt beschouwd. De ichthyosauriërs Cymbospondylus asiaticus, benoemd in 2002, en Panjiangsaurus epicharis, benoemd in 2003, zijn jongere synoniemen van G. tangae. Het geslacht is ook bekend van de Zhuganpo-formatie uit het Ladinien van het Midden-Trias. Bovendien kan de soort Callawayia wollongangense behoren tot Guizhouichthyosaurus.
Guizhouichthyosaurus is een grote ichthyosauriër, waarvan sommige exemplaren meer dan zes meter lang zijn. De snuit is lang en krachtig en er is een lage sagittale kam op het achterste deel van zijn schedel. De staart is aan het einde naar beneden gebogen, de schouderbladen hebben de vorm van sikkels en een opening is ingesloten tussen elk stel onderbeenbotten. Elke ledemaat bevat minimaal vier vingers of tenen. Er zijn twee verschillende morfotypen van Guizhouichthyosaurus bekend, gedifferentieerd door schedel- en ledemaatmorfologie, die waarschijnlijk de mannetjes en wijfjes vertegenwoordigen.
Guizhouichthyosaurus zou, net als andere vroege ichthyosauriërs, een anguilliforme (aalachtige) voortbeweging hebben gebruikt, in tegenstelling tot het efficiëntere carangiforme (kabeljauwachtig) en tunniforme (tonijnachtige) zwemmen van latere ichthyosauriërs. Terwijl één exemplaar van Guizhouichthyosaurus gastrolieten als maaginhoud bevatte, kan hun inname per ongeluk zijn geweest, aangezien maagstenen zeer ongebruikelijk zijn bij ichthyosauriërs. Ondanks zijn kleine tanden met gladde randen, is bekend dat Guizhouichthyosaurus andere grote mariene reptielen heeft kunnen consumeren, zoals blijkt uit een Thalattosaurus-skelet in het maaggebied van één exemplaar, wat aangeeft dat Guizhouichthyosaurus een apexpredator was.

## Onderzoeksgeschiedenis
Guizhouichthyosaurus tangae was een van de drie nieuwe geslachten en soorten ichthyosauriërs uit de Xiaowa-formatie (die werd afgezet in het lagere Carnien van het Laat-Trias) van China, benoemd door Y. Cao en Y. Luo in 2000. G. tangae werd benoemd op basis van Gmr 009, een goed bewaard gebleven exemplaar, hoewel het het bekken, een achterflipper en een groot deel van zijn staart mist. Li Chun en You Hai-Lu benoemden in 2002 een nieuwe soort Cymbospondylus, C. asiaticus, uit dezelfde regio op basis van twee bijna complete schedels. Ze merkten op dat dit de eerste keer was dat Cymbospondylus ooit was gemeld van buiten Noord-Amerika en Europa, en verder het eerste voorkomen buiten het Midden-Trias vertegenwoordigde. In 2003 werd de ichthyosauriër Panjiangsaurus epicharis benoemd door X.H. Chen en L. Cheng op basis van het bijna perfect bewaard gebleven exemplaar TR 00001.
Een studie van de schedelanatomie van Guizhouichthyosaurus werd uitgevoerd door Michael Maisch e.a. in 2006. Ze beschreven meerdere exemplaren: GNG dq-46, een goede schedel ontdekt door boeren in Wolonggang in 1998, vervolgens verzonden naar het Guanling National Geopark of Fossil Biota, waar het werd geprepareerd door Jin ZhaoDing en Zhang Da-Peng; GNG dp-22, een gedeeltelijke schedel vermengd met de overblijfselen van andere ichthyosauriërs en GNG D-41, een compleet, hoewel onvolledig geprepareerd skelet. Pan Xinru en collega's bestudeerden Guizhouichthyosaurus opnieuw en publiceerden hun resultaten in een ander artikel uit 2006, waarin ze GNG D-41 meer in detail beschreven. Ze vonden Panjiangsaurus epicharis en Cymbopsondylus asiaticus jongere synoniemen van G. tangae.
In 2009 beschreven Shang Qing-Hua en Li Chun een nieuw exemplaar van Guizhouichthyosaurus, IVPP V 11853, een bijna volledig gearticuleerd skelet, waarbij slechts enkele delen van de vinnen ontbraken. Ze beschreven verder de anatomie van Guizhouichthyosaurus en gebruikten dit nieuwe exemplaar om informatie te verstrekken over de schouders, bekken en staart, die tot dan toe slecht bekend waren. Ze beschouwden Guizhouichthyosaurus echter als zo vergelijkbaar met Shastasaurus dat ze het synoniem maakten met dat geslacht, hoewel ze S. tangae als een aparte soort hielden. Ze waren het eens met eerdere studies dat Panjiangsaurus epicharis en Cymbospondylus asiaticus jongere synoniemen van deze soort waren.
In 2010 aanvaardde Maisch Guizhouichthyosaurus voorlopig als een apart geslacht. Hoewel hij van mening was dat de twee geslachten behoorlijk op elkaar leken, merkte hij op dat de meeste eigenschappen die waren gebruikt om het synoniem te maken met Shastasaurus voorouderlijke kenmerken waren van die groep ichthyosauriërs uit het Trias in plaats van nieuwe evolutionaire veranderingen en verklaarde dat er nog meer onderzoek nodig was voordat de twee synoniemen konden worden. Een artikel uit 2011 van P. Martin Sander en collega's beschouwden Guizhouichthyosaurus als heel verschillend van Shastasaurus, en terwijl Shang en Li opnieuw de naam Shastasaurus tangae gebruikten in een artikel uit 2013, is Guizhouichthyosaurus sindsdien geaccepteerd als geldig en verschillend van Shastasaurus. In 2020 beschreven Da-Yong Jiang en collega's XNGM-WS-50-R4 een exemplaar dat ze toekenden aan een Guizhouichthyosaurus sp., afkomstig uit de Zhuganpoformatie, daterend uit het Ladinien van het Midden-Trias. Het werd in 2010 opgegraven en bevatte een thalattosauriër als maaginhoud.

### Callawayia wolonggangense
In 2007 benoemden X. Chen en collega's een nieuwe soort van de ichthyosauriër Callawayia, C. wolonggangse, op basis van materiaal uit Guizhou, China. In 2010 verplaatste Maisch deze soort naar Guizhouichthyosaurus als een G. wolonggangense, en merkte op dat het duidelijk anders was dan Callawayia. Hij vond de kenmerken die werden gebruikt om G. wolonggangense te onderscheiden echter niet overtuigend en dat deze soort waarschijnlijk slechts een jonger synoniem was van G. tangae. Hij hield het echter nog steeds als voorlopig geldig, omdat er nog geen gedetailleerd onderzoek was gedaan.
In 2016 vonden Ji e.a. geen kenmerken die C. wolonggangense en de typesoort van Callawayia, C. neoscapularis verenigden en verwierpen dus de toewijzing van de eerste soort aan dit geslacht. Ze vonden echter ook geen eigenschappen die het ondubbelzinnig met Guizhouichthyosaurus verbinden, en verwierpen dus ook de toewijzing aan dat geslacht. Verdere studies hebben de soort variabel aangeduid als C. wolonggangense of G. wolonggangense, maar fylogenetische analyses hebben over het algemeen resultaten gevonden die vergelijkbaar zijn met die van Ji en collega's, waarbij de soort niet het zustertaxon blijkt te zijn van de typesoorten van beide geslachten.

## Beschrijving
Guizhouichthyosaurus is beschreven als matig tot zeer groot voor een ichthyosauriër. XNGM-WS-50-R4, een bijna compleet skelet toegewezen aan Guizhouichthyosaurus sp. meet 4,8 meter lang. Wat betreft exemplaren van G. tangae, de totale lengte van het bijna volledige skelet IVPP V 11853 is meer dan 5,2 meter, terwijl TR 00001 (het holotype van Panjiangsaurus) 5,4 meter lang is en het volledige skelet BNP-d41 meet meer dan zes meter lang. Bovendien zijn er ook exemplaren van Guizhouichthyosaurus gerapporteerd met een totale lengte van ongeveer zeven meter.

### De schedel

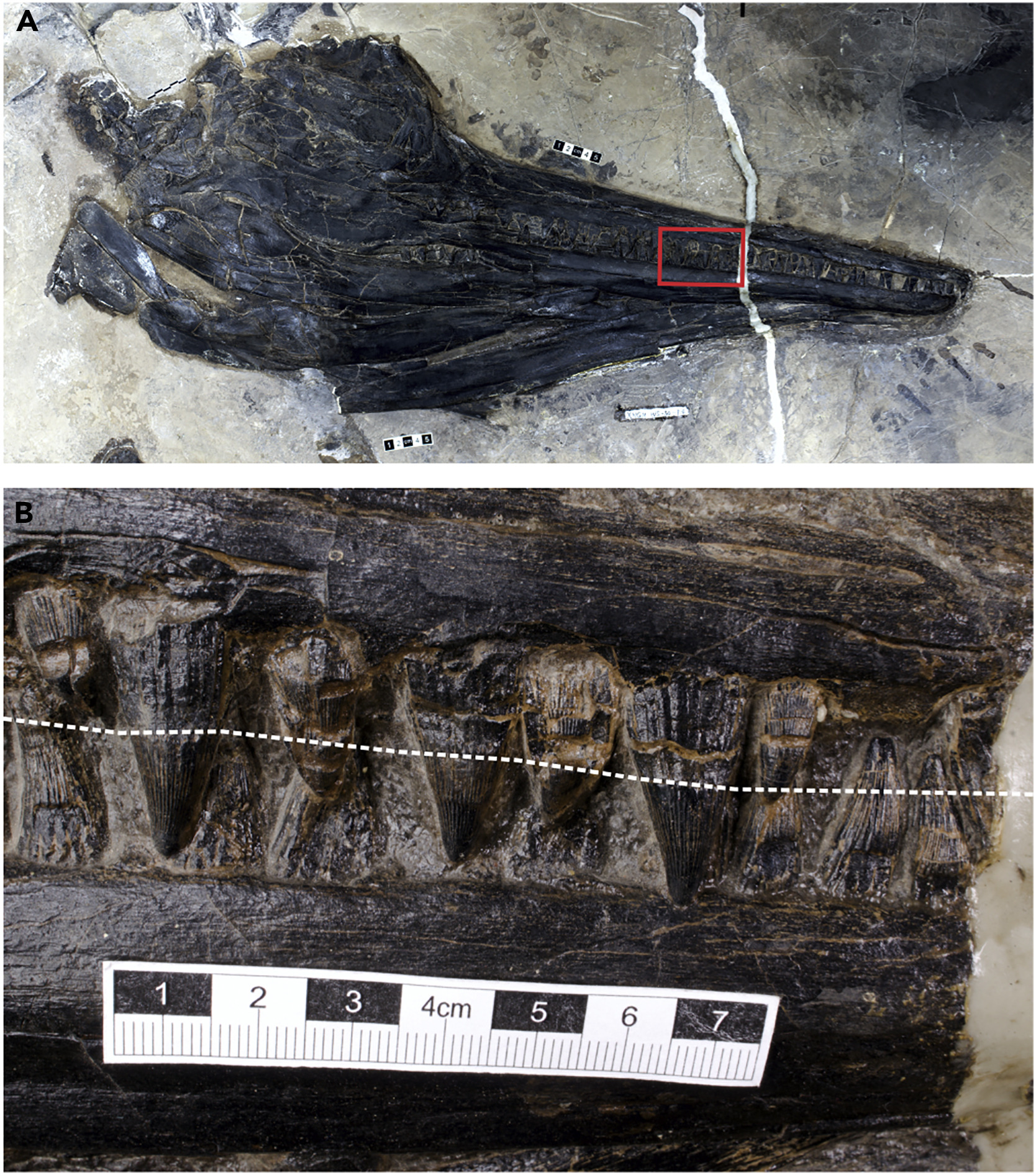
De schedel van XNGM-WS-50-R4

Guizhouichthyosaurus heeft een lange, krachtige snuit. Een uitgebreide groef is aanwezig voor elke externe neusgat (neusgatopening). De premaxillae (voorste bovenste tanddragende botten) strekken zich niet uit onder de externe neusgaten. Een speervormig uitsteeksel van elke premaxilla vormt echter het grootste deel van de bovenrand van elk externe neusgat. De externe neusgaten zijn ovaal en klein. De maxillae (achterste bovenste tanddragende botten) strekken zich vrij ver naar voren uit. Ze dragen ook lange, naar achteren gerichte verlengingen die bijna de prefrontalia raken (een paar schedeldakbeenderen). De neusgaten strekken zich zo ver naar achteren uit dat ze op gelijke hoogte zijn met het midden van de oogkassen, waar ze contact maken met een ander paar schedeldakbeenderen, de postfrontalia. De oogkassen van Guizhouichthyosaurus zijn onderscheidend gevormd, met bolle voorkant, rechte achterkant en lagere, en zwak holle bovenranden. Het voorste derde deel van hun bovenranden wordt gevormd door de prefrontalia, die klein zijn bij Guizhouichthyosaurus.
Het gedeelte van de schedel dat zich achter de oogkassen bevindt, is vrij kort, niet veel meer dan de helft van de oogkaslengte bij volwassenen. Er is een grote, driehoekige inkeping achter de jukbeenderen, de botten die de onderste randen van de oogkassen vormen. Het contact tussen de jukbeenderen en quadratojugalia (gepaarde botten naar de achterkant van de schedel) wordt aan de buitenkant van de schedel verborgen door twee andere paren botten, de postorbitalia en squamosa. De pijnappelklier-opening bovenop de schedel wordt geflankeerd door scherpe richels op de voorhoofdsbeenderen en wandbeenderen (twee paar schedeldakbeenderen). De lage, dunne goed ontwikkelde saggitale kam op de wandbeenderen splitst zich in tweeën aan de voor- en achterkant. De voorste helft van de buitenranden van de bovenste slaapvensters worden intern gevormd door de postorbitalia, maar deze botten worden van het buitenoppervlak uitgesloten door de contacten tussen twee paar schedeldakbeenderen, de postfrontalia en supratemporalia. Deze botten vormen, naast de wandbeenderen, de buitenrand van de bovenste slaapvensters.

### Postcraniaal skelet
Er liggen ongeveer vijfenzestig wervels vóór de heiligbeenderen bij Guizhouichthyosaurus, gevolgd door twee sacrale wervels. De staart is langwerpig en bevat ongeveer honderdzeventig wervels en is aan het einde abrupt naar beneden gebogen. De brede schouderbladen zijn asymmetrisch, sikkelvormig en hebben geen vernauwde basis. De voorranden van hun bladen zijn glad, buigen naar voren en hebben geen haakachtige uitsteeksels. De ravenbeksbeenderen hebben verlaagde inkepingen in hun voorranden. Het interclaviculum (een schouderbeen tussen de sleutelbeenderen) heeft de vorm van de letter T. Het centrale, lagere uitsteeksel ervan is erg klein en smal. De opperarmbeenderen hebben rechte achterranden. De binnenranden van de spaakbeenderen en ellepijpen (botten van de onderarm) zijn hol, waardoor er een opening tussen de twee botten in elke vin overblijft. Dit wordt ook gezien in de botten van het onderbeen, de scheenbeenderen en kuitbeenderen. Een extra handwortelbeentje (polsbeen) is aanwezig onder elke ellepijp van Guizhouichthyosaurus. Zowel de voor- als achtervinnen hebben vier primaire vingers/tenen, die in beide gevallen de vingers/tenen II tot V vertegenwoordigen, maar er kunnen ook aanvullende vingers/tenen aanwezig zijn.

## Paleobiologie
Een onderzoek uit 2013 door Shang en Li wees uit dat alle exemplaren van Guizhouichthyosaurus met voldoende goede conservering konden worden verdeeld in twee morfotypen, hoewel ze allemaal voldoende op elkaar leken om tot dezelfde soort te behoren. De morfotypen werden 'type A' en 'type B' genoemd. Type A wordt gekenmerkt door lange, smalle achterste flippers, waarbij de bovenste elementen van teen II verkleind zijn en er geen extra teen ervoor aanwezig is. Soms staat er een extra teen achter de hoofdtenen van de achtervin, hoewel dat er meestal niet is. Type B wordt gekenmerkt door bredere achterste flippers zonder de verkleining van de bovenste teen II-elementen, evenals een extra teen voor en een ander achter de hoofdtenen. De schedels van de twee typen verschillen ook, waarbij type A een robuustere schedel heeft, een kortere snuit en een grotere hoek tussen de twee helften van de sagittale kam waar deze aan de voorkant splitst dan type B. Bovendien zijn de slaapvensters meer dan twee keer zo lang als breed in type B, maar minder dan twee keer zo lang als breed in type A. Aangezien er geen significant verschil was in schedel of lichaamsgrootte tussen de twee typen, verwierpen Shang en Li dat de verschillen te wijten waren aan groei, en in plaats daarvan waren ze van mening dat ze hoogstwaarschijnlijk verschillen tussen mannen en vrouwen vertegenwoordigden. Omdat leden van type A verhoudingsgewijs langere rompen en kortere staarten hebben dan type B, beschouwden de onderzoekers type A als de wijfjes, hoewel er geen zwangere exemplaren bekend zijn die dit bevestigen. Bij moderne hagedissen vergroten de grotere rompen van wijfjes de hoeveelheid ruimte voor eieren. Terwijl Guizhouichthyosaurus als een lid van de Ichthyopterygia levendbarend zou zijn geweest, wordt een vergelijkbare trend in romp-staartverhoudingen ook gezien bij een andere groep levendbarende mariene reptielen, de pachypleurosauriërs.

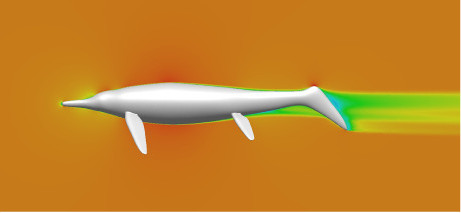
Model van de waterweerstand

In 2019 bestudeerden Susana Gutarra e.a. het energieverbruik bij het zwemmen bij ichthyosauriformes met behulp van computationele vloeistofdynamica en modellen van negen taxa, waaronder Guizhouichthyosaurus. Ze ontdekten dat de lichaamsvormen van de verschillende Ichthyosauriformes, wanneer ze op dezelfde grootte werden geschaald en de effecten van de ledematen buiten beschouwing werden gelaten, allemaal resulteerden in vergelijkbare netto energiebehoeften en waterweerstandscoëfficiënten. Door hun simulaties ontdekten de onderzoekers dat het water rond de snuiten van de Ichthyosauriformes zou zijn vertraagd en vervolgens sneller over hun lichaam zou zijn gestroomd voordat het langzamer ging lopen in het kielzog van het dier. Guizhouichthyosaurus produceerde, naast Chaohusaurus, meer weerstand dan de andere taxa, vanwege hun grote vinnen. Toen de modellen echter werden geschaald naar de werkelijke grootte van de dieren, werd het duidelijk dat Ichthyosauriformes steeds efficiëntere zwemmers werden in hun eerste 25 miljoen jaar van evolutie, grotendeels als gevolg van hun lichaamsgrootte. Bovendien, terwijl ichthyosauriërs uit het Trias zoals Guizhouichthyosaurus een anguilliforme (aalachtige) voortbeweging zouden hebben gebruikt, schakelden later ichthyosauriërs over naar de efficiëntere carangiforme (kabeljauwachtige) en thunniforme (tonijnachtige) zwemstijlen. Deze omschakeling verklaart waarschijnlijk waarom deze latere ichthyosauriërs zwaardere lichamen hadden.

### Dieet

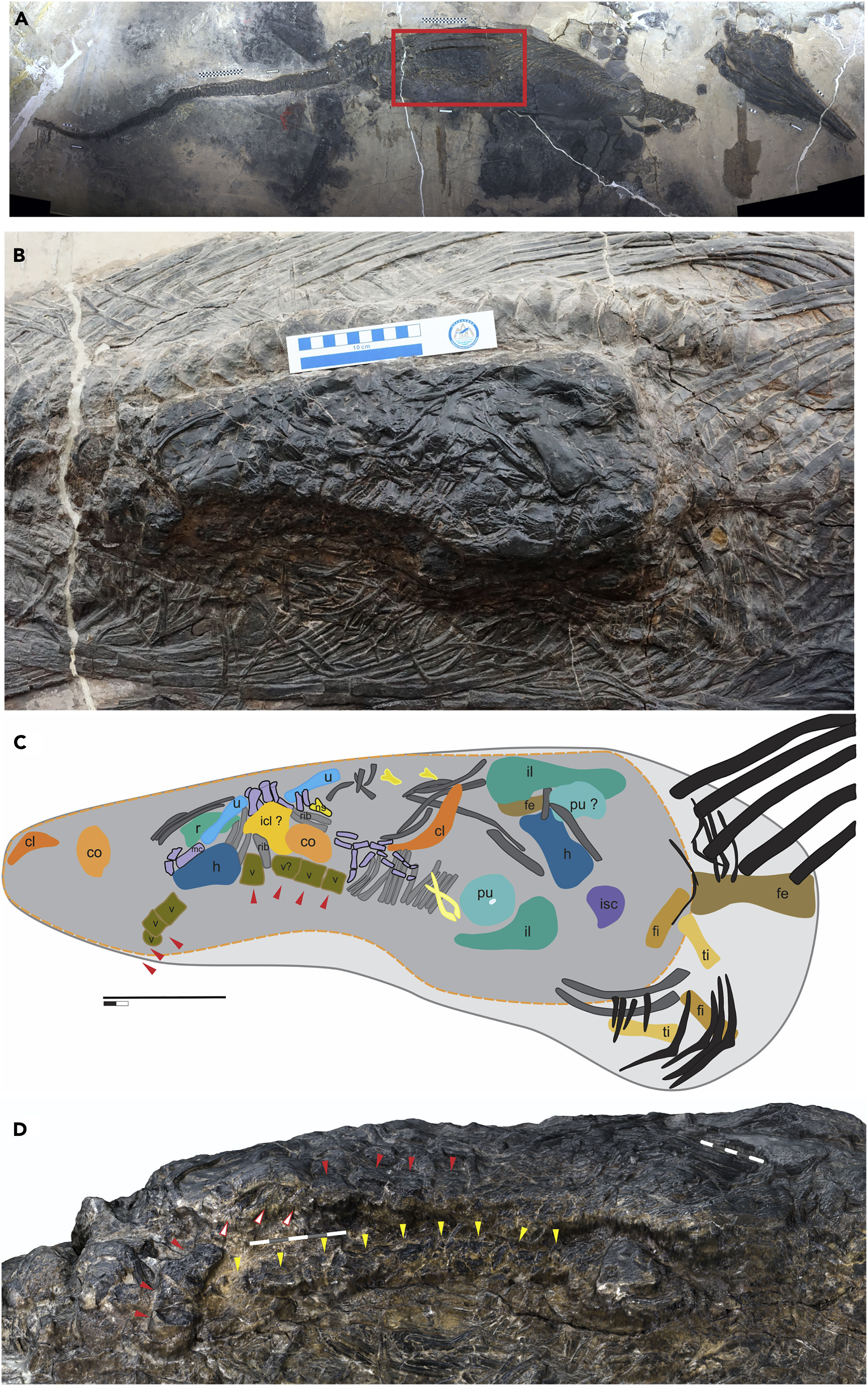
De maaginhoud van XNGM-WS-50-R4

De ichthyosauriër TR 00001 bewaarde meer dan honderd gastrolieten in zijn maagstreek, hetgeen ongebruikelijk was voor een ichthyosauriër. Deze stenen variëren in grootte van 0,6 tot 3,7 cm in diameter en zijn over het algemeen vrij rond. Ze worden bewaard in twee clusters, hoewel Long en collega's betwijfelden of Guizhouichthyosaurus ze in twee verschillende regio's zou hebben opgeslagen, een configuratie die bij geen enkel ander gewerveld dier wordt gezien. In plaats daarvan speculeerden ze dat de clusters zich na de dood vormden of zelfs dat sommige gastrolieten het dier mogelijk hebben gedood nadat deze naar binnen waren gegaan en zijn darmen verstopte. Omdat de gastrolieten niet op de omringende rots leken, concludeerden de wetenschappers dat Guizhouichthyosaurus ze ergens anders vandaan moet hebben gehaald, misschien in de buurt van een strand. Hoewel de functie van gastrolieten door sommigen is geïnterpreteerd als controle van het drijfvermogen, is dit controversieel, en Long en collega's vonden de ongeveer één kilogram stenen onvoldoende om nuttig te dienen als ballast voor een dier dat mogelijk wel een ton weegt. Aangezien geen enkel ander exemplaar van Guizhouichthyosaurus gastrolieten bevatte, achtten ze het zeer waarschijnlijk dat de stenen in TR 00001 per ongeluk werden ingeslikt bij het aanvallen van prooien in de buurt van de zeebodem.
In tegenstelling tot een typisch roofdier van grote dieren, zijn de tanden van Guizhouichthyosaurus vrij klein en hebben ze geen snijranden; ze zijn geschikt om prooien zoals koppotigen vast te houden. Niettemin bevatte de maag van Guizhouichthyosaurus sp. specimen XNGM-WS-50-R4 de romp en ledematen van de thalattosauriër Xinpusaurus, een ander zeereptiel. De complete thalattosauriër werd door Jiang e.a. geschat op ongeveer vier meter lang in vergelijking met de 4,8 meter lange ichthyosauriër, en ongeveer een zevende van de massa van het roofdier. De auteurs merkten op dat Guizhouichthyosaurus een apexpredator bleek te zijn en predatie op grote dieren kwam waarschijnlijk vaker voor bij mariene reptielen dan eerder werd gedacht. Jiang e.a. achtten het zeer waarschijnlijk dat de thalattosauriër werd gedood door de ichthyosauriër, vanwege zijn volledigheid en de schaarste aan zeeaas. Op 23 meter afstand van de skeletten werd een staart gevonden die mogelijk toebehoorde aan de geconsumeerde thalattosauriër. Omdat het skelet van de thalattosauriër weinig bewijs van vertering vertoont en de nek van de ichthyosauriër lijkt te zijn gebroken, veronderstelden Jiang e.a. dat de ichthyosauriër stierf kort na het eten van zijn prooi.
Jiang e.a. merkten op dat hoewel tanden die geschikt zijn om te grijpen nuttig zijn bij het eten van koppotigen, ze ook kunnen worden gebruikt om prooien onder water vast te houden, waardoor deze verdrinkt, zoals krokodillen. Om de kop en staart van de prooi los te maken, veronderstelden de onderzoekers dat Guizhouichthyosaurus zijn kop scherp zou hebben gedraaid om ze af te scheuren, zoals gedaan door orka's en krokodillen, die, net als Guizhouichthyosaurus, ook geen tanden met snijkanten hebben. De romp van de thalattosauriër is misschien in maar liefst vier stukken ingeslikt, maar het lijkt het meest waarschijnlijk dat hij volledig is ingeslikt. Ook al kon Guizhouichthyosaurus zijn schedel niet wijder maken, zijn wijd openstaande bek was blijkbaar voldoende om de thalattosauriër op te slokken; zijn kleine schouderbotten zouden het ook gemakkelijker hebben gemaakt om grote dieren door te slikken door de ribbenkast minder vernauwd te maken. Inslikken had kunnen worden bereikt door gebruik te maken van zwaartekracht boven het water en traagheid. Guizhouichthyosaurus at echter ook andere prooidieren, zoals blijkt uit een G. tangae-exemplaar met visgraten en enkele tweekleppigen in zijn maaggebied. 